# Agrodiaetus baytopi
Agrodiaetus baytopi är en fjärilsart som beskrevs av De Lesse 1959. Agrodiaetus baytopi ingår i släktet Agrodiaetus och familjen juvelvingar. Inga underarter finns listade i Catalogue of Life.